# Ophiogomphus arizonicus
Ophiogomphus arizonicus är en trollsländeart som beskrevs av Kennedy 1917. Ophiogomphus arizonicus ingår i släktet Ophiogomphus och familjen flodtrollsländor. IUCN kategoriserar arten globalt som livskraftig. Inga underarter finns listade i Catalogue of Life.